# Marmosa constantiae
Marmosa constantiae is een grote, gedrongen dwergbuidelrat met een relatief korte snuit en een dikke, wollige vacht. De soort is weinig bekend, maar relatief wijdverspreid in centraal Zuid-Amerika, van Bolivia zuidelijk tot extreem noordelijk Argentinië en oostelijk tot Paraguay en west-centraal Brazilië. Het dier is een boombewoner die 's-nachts actief is in de bomen in vochtige bossen. De soort staat momenteel op de lijst als "niet-bedreigd" van de International Union for Conservation of Nature and Natural Resources.

## Beschrijving
Marmosa constantiae is een grote, gedrongen muisbuidelrat met een relatief korte snuit en een dikke, wollige vacht op de rug. De rug is kaneelachtig grijs, met de afzonderlijke haren donker aan de basis en licht aan de punten, kaneelachtig bruin op de flanken. De buik bestaat uit haren die over hun hele lengte egaal beige-geel zijn, en alleen de haren op de flanken hebben een onopvallende grijsachtige basis. Bij sommige exemplaren kan de kop vrij sterk beige-geel zijn, vooral op de wangen en snuit. Zwarte oogringen zijn prominent en smal achter en onder het oog. De neus is roze, de snorharen kort en de zwartpaarse oren zijn van gemiddelde grootte. De staart is lang, aan de basis 2-2,5 cm behaard, en kenmerkend tweekleurig met het twee derde deel aan de basis is paarszwart terwijl het laatste derde deel bleek is, meest rozewit. Mannetjes en vrouwtjes zijn even groot, van neuspunt tot staartbasis 11–18 cm, de staart 14,5–23,5 cm, het oor 2,3–3,2 cm, en de achtervoet 2,1–3,0 cm lang. Volwassen dieren wegen tussen 35–145 g. De soort heeft talrijke aanpassingen aan het leven in de bomen. De schubben op de staart zijn ruitvormig en gerangschikt in een spiraal, en de staart is spaarzaam behaard en kan om takken heen gedraaid worden. De voeten zijn breed en de stevige klauwen van de voorvoeten steken iets voorbij de vingerkussentjes als aanpassing voor het klimmen. Het midden deel van de voetzolen is glad, maar de eeltkussens van de vingers hebben dwarsribbels als hulpmiddel voor het grijpen. Mannetjes hebben benige knobbeltjes die ontbreken bij vrouwtjes, en er wordt aangenomen dat deze een functie vervullen bij de paring. Vrouwtjes hebben geen buidel en de 15 tepels die gerangschikt in een cirkelvormig patroon. Het melkveld is okerkleurig bij zogende vrouwtjes. Het scrotum is roze of blauwachtig. Mannetjes missen een keelklier. De soort heeft 7 paar homologe chromosomen (2n = 14).

### Ontwikkeling
Jongen verankerden zich met hun mond aan de tepel en hoewel ze hun poten konden gebruiken om te bewegen, ontbreekt het aan voldoende kracht om de vacht van de moeder vast te houden. Jongen drinken van een specifieke tepel, negeren andere beschikbare tepels en worden niet geholpen door de moeder bij het opnieuw vastmaken.

### Anatomie
De schedel is robuust met brede jukbeenbogen. De tandformule van de volwassen dieren is 5.1.3.44.1.3.4 × 2 = 50, dat wil zeggen vijf snijtanden, een hoektand, drie valse kiezen en vier ware kiezen in elke helft van de bovenkaak, en diezelfde elementen in de onderkaak behalve dat er slechts 4 snijtanden zijn.

### Verschillen met verwante soorten
Marmosa constantiae heeft een dichte, wollige kaneelkleurige vacht op de rug en een kortere beige-gele vacht op de buik. Binnen het subgenus Micoureus zijn het bleke (meest bleekroze) uiteinde deel van de staart in combinatie met een beige-gele vacht waarvan de haren niet van kleur veranderen over hun lengte kenmerkend voor deze soort. Deze soort heeft 15 tepels, terwijl verwante soorten er slechts 9 of 11 hebben. De grijze dwergbuidelrat Marmosa paraguayana is de enige andere soort in het subgenus waarin het uiteinde deel van de staart consistent en opvallend bleker is. Hij kan van Marmosa paraguayana worden onderscheiden door een kaneelkleurig tint op de rug en in het bijzonder op de zijden en een duidelijk beige-gele vacht op de buik. Marmosa paraguayana heeft net als alle andere soorten van het subgenus Micoureus een grijzige buik. Marmosa paraguayana heeft een wolligere vacht die zich ook uitstrekt over de eerste 3-5 cm van de staart en bij Marmosa constantiae beperkt de wollige vacht zich tot de eerste 2–2,5 cm. Deze twee soorten komen samen voor in noordelijk Paraguay. Hoewel Marmosa paraguayana in het Atlantisch Woud voorkomt terwijl Marmosa constantiae bij voorkeur in de drogere bossen in de Vochtige Chaco en Cerrado gevonden worden, komen de twee soorten wel samen voor op ten minste één locatie. In noordelijk Bolivia overlapt het verspreidingsgebied van Marmosa constantiae met dat van Marmosa regina, waarvan deze goed onderscheiden kan worden vanwege het bleke staarteinde, de kaneelkleurige rug en de gelige vacht op de buik. Marmosa regina heeft ook een smallere schedel.

## Taxonomie
Deze dwergbuidelrat is voor het eerst geldig wetenschappelijk beschreven door de Britse zoöloog Michael Rogers Oldfield Thomas in 1904 aan de hand van exemplaren uit de Mato Grosso, Brazilië, en gaf deze de naam Marmosa constantiae. De Franse zoöloog Édouard Louis Trouessart deelt de soort in bij het opossum-geslacht Didelphis in zijn Catalogus mammalium in 1905 en creëerde zo de nieuwe combinatie Didelphys constantiae. In 1916 plaatste de Duitse zoöloog Paul Matschie het dier in het ondergeslacht Caluromys en maakte daarmee de naam Didelphis (Caluromys) constantiae. De Spaanse bioloog Ángel Cabrera meende in 1919 dat de soort in het typische ondergeslacht van het geslacht Marmosa moet worden geplaatst en maakte de combinatie Marmosa (Marmosa) constantiae. In 1920 dacht Oldfield Thomas dat exemplaren uit de provincie Jujuy van Argentina tot een verwante soort behoren en hij gaf deze dieren de naam Marmosa budini. De Brits/Amerikaanse zoöoloog George Henry Hamilton Tate bracht de soort die Oldfield Thomas in 1920 had onderscheiden terug tot een ondersoort en maakte zo in 1933 de combinatie Marmosa constantiae budini. M.A. Mares, R.A. Ojeda en M.P. Kosco, maakten in 1981 een schrijffout en zo ontstond de naam Marmosa constanciae. Gardner and Creighton plaatsten in 1989 de soort in het geslacht Micoureus, waarmee de naam Micoureus constantiae ontstond. In 1993 meenden S. Anderson, B.R. Riddle, T.L. Yates en J.A. Cook dat de soort die Oldfield Thomas in 1920 had onderscheiden bij de soort Marmosa cinerea behoort en ze maakten daarmee de combinatie Marmosa (Micoureus) cinerea budini. Anderson erkende in 1997 beide ondersoorten van Oldfield Thomas en plaatste die in het geslacht Micoureus waarmee Micoureus constantiae budini en Micoureus constantiae constantiae ontstonden. In 2012 maakte La Sancha een fout in de oorsponkelijke naam van Oldfield Thomas en creëerde daarmee de naam Marmosa constantatiae constantiae.

### Verwantschap
Marmosa constantiae wordt gerekend tot de Orde Didelphimorphia, familie Opossums, onderfamilie Didelphinae, en stam Marmosini. De ondersoort Marmosa constantiae budini zou kleiner zijn en verder verschillen door kleinere tanden, kortere kiesrijen, minder uitgesproken uitsteeksels in de oogrand en een proportioneel langere staart, maar de soort wordt nu meestal als monotypisch beschouwd. Vergelijking van homoloog DNA heeft geleid tot meer inzicht gegeven in de verwantschap van deze soort met andere soorten. De soort is het meest verwant aan Marmosa regina. 

### Naamgeving
De geslachtsnaam Marmosa is afgeleid van de naam die in Brazilië aan de dwergbuidelrat wordt gegeven. De naam Micoureus is waarschijnlijk afkomstig van het woord Mykuré dat in de Guaraní-taal wordt gebruikt voor buidelrat. De wetenschappelijke soortnaam is vernoemd naar Constance Anderson, de echtgenote van de Britse zoöloog Percy Sladen, die de expeditie financierde waarbij het type-exemplaar is verzameld en die naar haar man is vernoemd.
Het dier wordt in de literatuur aangeduid als pale-bellied woolly mouse opossum, white-bellied woolly mouse opossum en bay-colored mouse opossum (Engels), en heeft lokaal de namen Marmosa grande bayo, Comadrejita grande, Comadrejita baya, Comadrejita pale, Marmosa grande baya, Marmosa pale en Marmosa lanuda de vientre claro (Spaans).

## Gedrag
Marmosa constantiae is een insecteneter en omnivoor. Ze eten sprinkhanen, bidsprinkhanen, kakkerlakken, cicaden en vlinders. Eén grote mot werd vastgehouden met een voorpoot op elke vleugel, terwijl het lichaam werd opgegeten en de vleugels daarna werden weggegooid. De soort is solitair en nachtelijk. Gevangen dieren vertonen agressief gedrag. Bedreigde dieren maken gebaren met een open bek en kunnen sissen, blaffen en bijten. In Paraguay werd de soort gevangen met behulp van een Sherman trap met haver, pindakaas en vanille-essence als aas.

## Verspreiding, leefgebied
Marmosa constantiae komt uitsluitend voor in centraal Zuid-Amerika, waar het relatief wijdverspreid is, en gevonden kan worden van noordelijk Bolivia zuidwaarts tot uiterst noordelijk Argentinië, en oostwaarts tot Paraguay en west-centraal Brazilië. In Bolivia is het waargenomen in de departementen Pando, Beni, La Paz, Cochambamba, Santa Cruz, Chuquisaca en Tarija. De soort is weinig bekend in Brazilië, waar hij alleen is waargenomen in de staten Mato Grosso, Mato Grosso do Sul en Rondônia. In Argentinië komt de soort voor in de provincies Jujuy, Tucumán en Salta, en Formosa. De soort is pas onlangs waargenomen voor Paraguay, maar is blijkbaar vrij wijdverspreid in de regio's Cerrado en Chaco aan van beide zijden van de Paraguay-rivier in de departementen Amambay, San Pedro, Presidente Hayes en Alto Paraguay.
Marmosa constantiae is voornamelijk boombewonend en wordt het vaakst gevangen in de ondergroei van bossen en slechts af en toe op de grond. Het komt voor in verschillende ecoregio's, waaronder de Yungas, Chaco, Cerrado, Chiquitania, Pantanal en Amazonia en hun overgangen, en het is vaak algemeen. Het leefgebied is doorgaans vochtig, nat of bestaat uit galerijbossen, vooral in overgangen van vochtige naar droge gebieden, en het is bestand tegen aanzienlijke veranderingen in het leefgebied. In Paraguay komt de soort voor in galerijbossen in de Cerrado- en Chaco-regio's en in Bolivia bleek het het op één na meest voorkomende kleine zoogdier in de alluviale vlakte van de Chaco te zijn. In Brazilië is de soort gevangen in galerijbossen en verstoorde cerradão in de Cerrado en Pantanal ecoregio's. De soort komt voor dicht bij zeeniveau in Paraguay en in het Urucum-gebergte in Brazilië en werd gevangen tussen 400 en 1.000 m. Het type-exemplaar van Marmosa budini werd gevangen in een bos op een hoogte van 500 m.